# Norberto Pazzini
Norberto Pazzini (Verucchio, 2 giugno 1856 – Ivi, 1º aprile 1937) è stato un pittore italiano.

## Biografia
Norberto Pazzini aveva un carattere molto riservato. La sua famiglia di origine viveva in ristrettezze economiche. Si trasferì a Roma nel 1874, per frequentare l'Istituto di Belle Arti. Viveva disegnando tavole di anatomia per l'Ospedale di Santo Spirito. Nel 1884 incontrò Nino Costa che considerò sempre il suo maestro. Costa riconobbe la validità della sua pittura e lo inserì nelle sue associazioni di artisti la Scuola Etrusca e In arte libertas. Pazzini si dedicò soprattutto alla pittura di paesaggio che dipinse dal vero, con toni lirici. 
Suo figlio è stato il medico e storico della Medicina Adalberto Pazzini (Roma, 1898–1975).

### Opere
- Subasio, 1886.
- Nel paese di San Francesco, 1886.
- Villa Claudio, 1886.
- Ninfa, 1905.
- Orto domestico, 1913, olio (Roma, Galleria d'arte moderna e contemporanea).
- Villa nel parco, 1927.
- Autoritratto, 1931, pastello su carta (Roma, Accademia di San Luca).
- Capanna rustica, (Roma Galleria d'arte moderna e contemporanea).
- Aratura, 1899 (Roma Galleria d'arte moderna e contemporanea).
- Pergolato, olio su tavola (Roma Galleria d'arte moderna e contemporanea).